# 凸性 (経済学)
凸性（とつせい、Convexity）は、経済学を含むさまざまな分野で応用される幾何学的性質である。非公式には、「中間（または組み合わせ）の方が極端よりも好ましい」場合に、経済現象は凸であるとされる。たとえば、凸的選好を持つ経済主体は、一種類の商品を多く持つよりも、複数の商品を「組み合わせて」持つことを好む。これは、同一財の量が増えるごとに効用が減少するという限界効用逓減の法則に関連している。
凸性は多くの経済モデルにおいて重要な単純化の仮定であり、理解しやすく望ましい市場行動を導く。たとえば、経済の一般均衡を扱うアロードブリューモデルでは、選好が凸的であり、完全競争が成立していれば、経済のあらゆる財について総供給と総需要が一致することが示される。
これに対して、非凸性は市場の失敗と関連しており、需要と供給の不一致や、市場均衡が非効率的である可能性がある。
凸関数とその性質を扱う数学の分野は凸解析と呼ばれ、非凸な現象は「非滑らかな解析（nonsmooth analysis）」によって研究される。

## 基礎事項
経済学における分析は、以下のような凸幾何学の定義と結果に基づいている。

### 実ベクトル空間
2次元の実数ベクトル空間には、各点が2つの実数からなるリスト（通常はxとyと表記）によって特定されるデカルト座標系を与えることができる。デカルト平面上の2点は座標ごとに加算される：
(x1, y1) + (x2, y2) = (x1+x2, y1+y2)；
さらに、点は任意の実数λによって座標ごとにスカラー倍される：
λ (x, y) = (λx, λy)。
より一般に、有限次元Dの任意の実ベクトル空間は、D個の実数からなるリスト(v1, v2, ..., vD)の集合とみなすことができ、そこではベクトル加算およびスカラー倍の2つの演算が定義される。有限次元空間では、これらの演算はデカルト平面と同様に座標ごとに定義される。

### 凸集合

赤い集合の凸包において、青い各点は赤い点の凸結合である。

実ベクトル空間において、ある集合が凸集合であるとは、その集合内の任意の2点に対して、それらを結ぶ線分上のすべての点がその集合に含まれるときである。たとえば、実体のある立方体は凸であるが、三日月形のように空洞やくぼみのあるものは非凸である。空集合は自明に凸集合である。
より形式的には、集合Qが凸であるとは、すべての点v0とv1がQに含まれ、かつ任意の実数λが単位区間[0,1]内にあるとき、
(1 − λ)v0 + λv1
がQの要素であることをいう。
数学的帰納法を用いると、集合Qが凸であることと、Q内のすべての凸結合がQに含まれることは同値である。ここで、ベクトル空間内の部分集合 (v0, v1, ..., vD) の凸結合とは、非負の実数係数{λdによる加重平均
λ0v0 + λ1v1 + ... + λDvD
であって、次のアフィン結合の方程式を満たすものである：
λ0 + λ1 + ... + λD = 1。
この定義から、2つの凸集合の共通部分は凸集合であることが導かれる。より一般に、任意の族（空でも、有限でも、可算でも、非可算でもよい）の凸集合の共通部分も凸集合である。

### 凸包
実ベクトル空間の任意の部分集合Qに対して、その凸包 Conv(Q)とは、Qを含むすべての凸集合の共通部分、すなわちQを含む最小の凸集合である。凸包は、Q内の点のすべての凸結合からなる集合としても定義される。

## 双対性：半空間の共通部分

### 支えとなる超平面定理

ある点において、複数の支えとなる超平面を持つこともある。

支えとなる超平面は、幾何学における概念である。超平面は空間を2つの半空間に分割する。超平面が実数体上のn次元空間{\displaystyle \mathbb {R} ^{n}}における集合{\displaystyle S}を支えるとは、以下の2つの条件を満たすときに言う：
- {\displaystyle S}が、その超平面によって定まる2つの閉じた半空間のいずれか一方に完全に含まれていること
- {\displaystyle S}が、その超平面上に少なくとも1点を含んでいること

ここでいう閉じた半空間とは、その超平面自体を含む半空間のことである。

非凸集合では、境界上の点に支えとなる超平面が存在しないことがある。

### 経済学への応用

消費者は（Q'x, Q'y）の消費束を、他の予算制約下の消費束より好む。この最適な点において、無差別曲線I2は予算制約線によって支えられている。

消費者の凸な選好集合が予算制約によって支えられるとき、最適な消費束が得られる。図に示されるように、選好集合が凸であれば、最適な選択肢の集合も凸集合となる。たとえば、それが一意な最適束であるか、あるいは最適束が線分状に存在する場合である。
簡単のために、消費者の選好が連続関数である効用関数によって表され、これにより選好集合が閉じていると仮定する（「閉集合」の意味は、後述の最適化応用の節で説明される）。

## 非凸性

消費者の選好に凹性がある場合、線形の予算制約では均衡を支えられないことがある。消費者は複数の配分の間でジャンプする可能性がある。

選好集合が非凸であると、ある価格の下で2つの異なる最適消費選択が生じることがある。たとえば、動物園においてライオンとワシの価格が同じで、予算がライオン1頭またはワシ1羽に相当する場合を考える。このとき、飼育員がどちらの動物も同じ価値があるとみなすなら、ライオンかワシのいずれか一方を購入するだろう。もちろん、現代の飼育員はワシ半羽とライオン半頭（あるいはグリフォン）を購入したいとは思わない。このように、飼育員の選好は非凸的であり、いずれか一方の動物を好み、それらの凸結合には魅力を感じない。
非凸集合は、一般均衡理論、市場の失敗、および公共経済学に取り入れられている。これらの成果は、大学院レベルのミクロ経済学、一般均衡理論、ゲーム理論、数理経済学、および経済学向けの応用数学に記述されている。
シャプレー＝フォークマン補題は、消費者が多数いる市場において非凸性が近似的均衡と両立しうることを示しており、また多数の企業からなる生産経済にも適用される。
寡占（少数の生産者によって支配される市場）、特に独占（一社による市場支配）においては、非凸性は依然として重要である。大規模な生産者による市場支配力の行使に関する懸念が、非凸集合に関する文献の起点となった。これは、ピエロ・スラッファが1926年に規模の経済に関する企業行動を論じたことに始まり、続いてハロルド・ホテリングが1938年に限界費用価格付けを論じた。スラッファとホッティングはいずれも競争者を持たない企業の市場支配力を明らかにし、供給側の経済分析の文献を刺激した。
環境財（およびその他の外部性）、情報経済学、株式市場（および不完全市場）においても非凸集合は重要であり、これらの応用は非凸集合の研究を経済学者に促し続けている。

### 非滑らか解析
滑らか解析では導関数と微分可能性が中心的な役割を果たすが、非凸集合や非凸関数の研究では、関数が微分不可能な点でも挙動を記述するための拡張概念が必要となる。非滑らか解析はこのような設定において有用である。
この分野では、サブグラジエント（subgradient）やクラーク微分（Clarke derivative）、接集合（tangent set）や正規錐（normal cone）などの概念が重要となる。これらの道具により、最適化問題において微分可能性の仮定を緩めても、ある種の最適性条件（たとえばクーン・タッカー条件）を記述できる。
非滑らか解析の枠組みは、制約付き最適化、凸最適化、変分解析、制御理論、金融工学など、幅広い応用を持つ。また、経済学においても、非凸性がもたらす均衡の非存在や不安定性の分析に役立てられている。